# Kèn hồng
Kèn hồng (tên khoa học: Tabebuia rosea) là một loài thực vật có hoa trong họ Chùm ớt. Loài này được (Bertol.) Bertero ex A.DC. miêu tả khoa học đầu tiên năm 1845. Kèn hồng có thể cao tới 30 m và ở độ cao tới ngực có thể to tới 1 m. Nó là quốc thụ của El Salvador, nơi nó được gọi là "Maquilíshuat".

## Chú thích

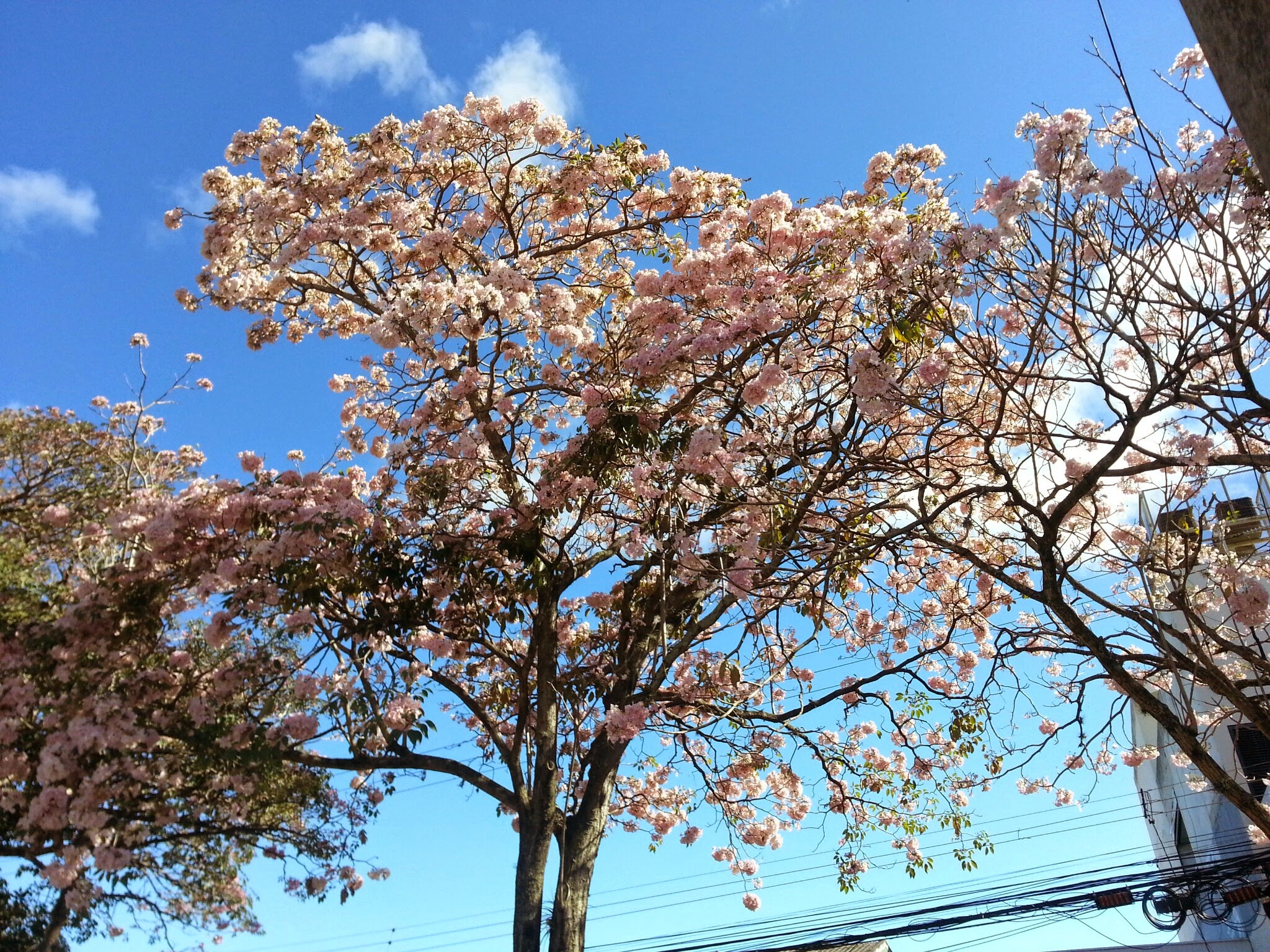
Cây rộ hoa

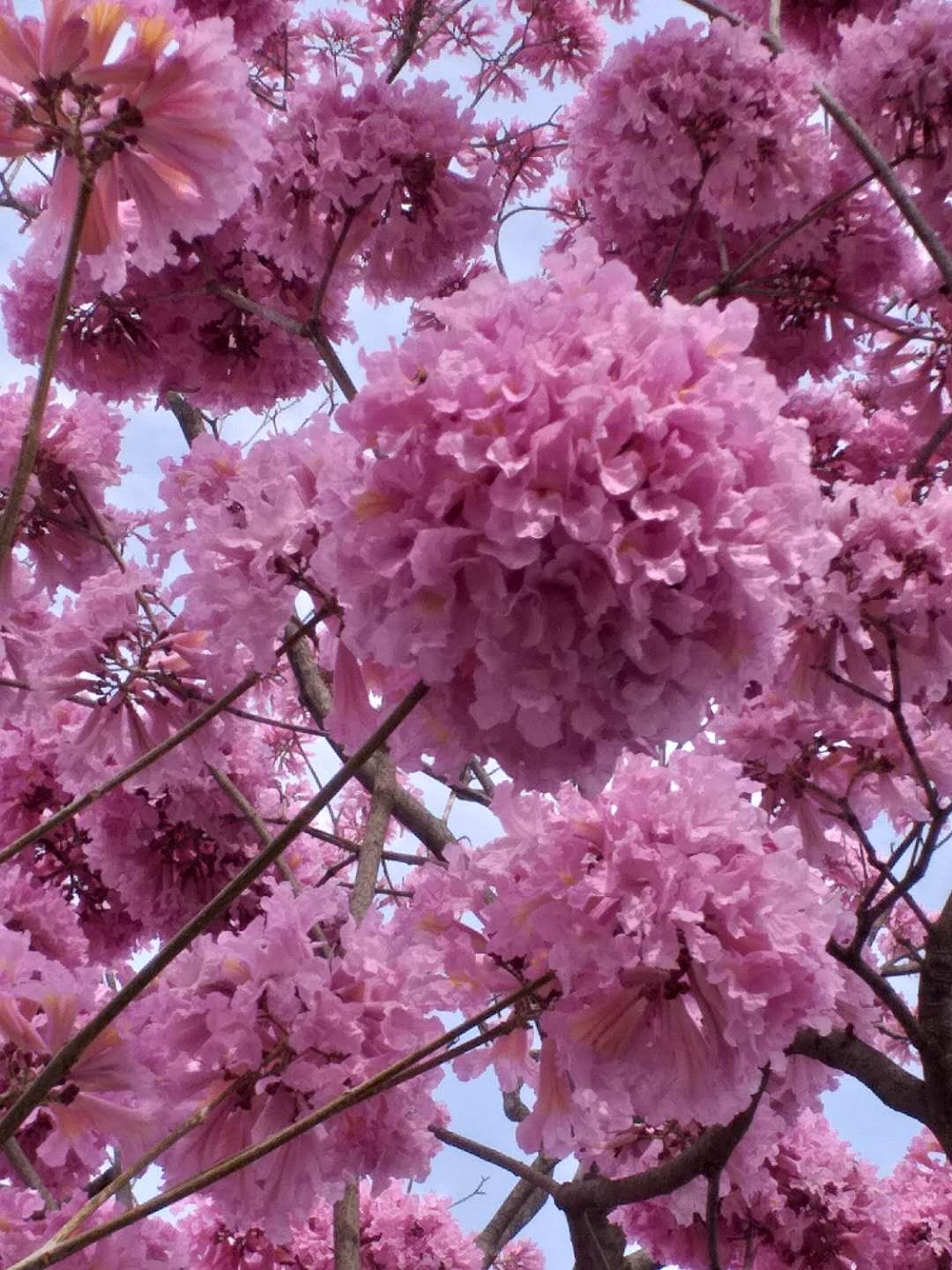
Inflorescence

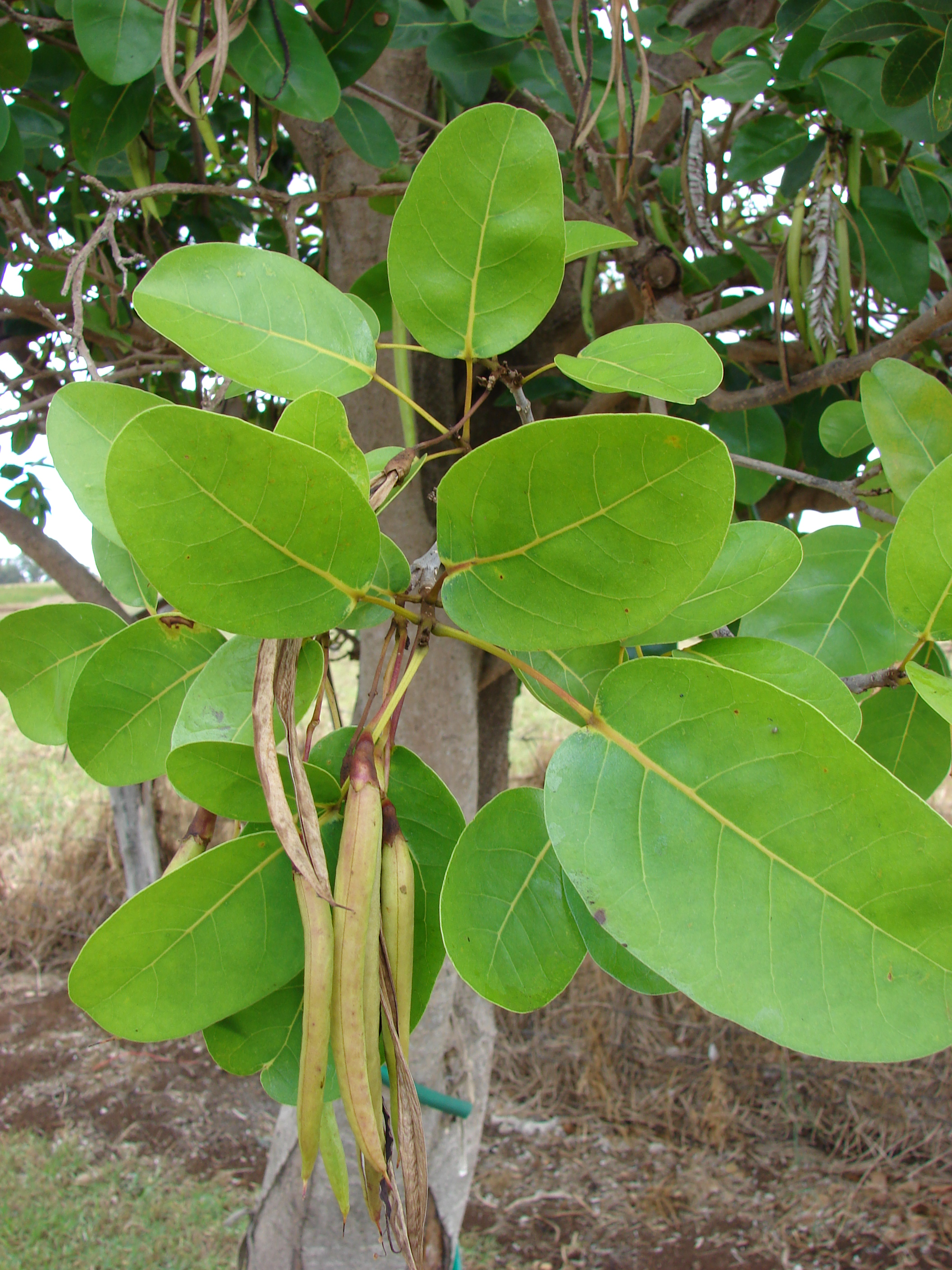
Lá và quả

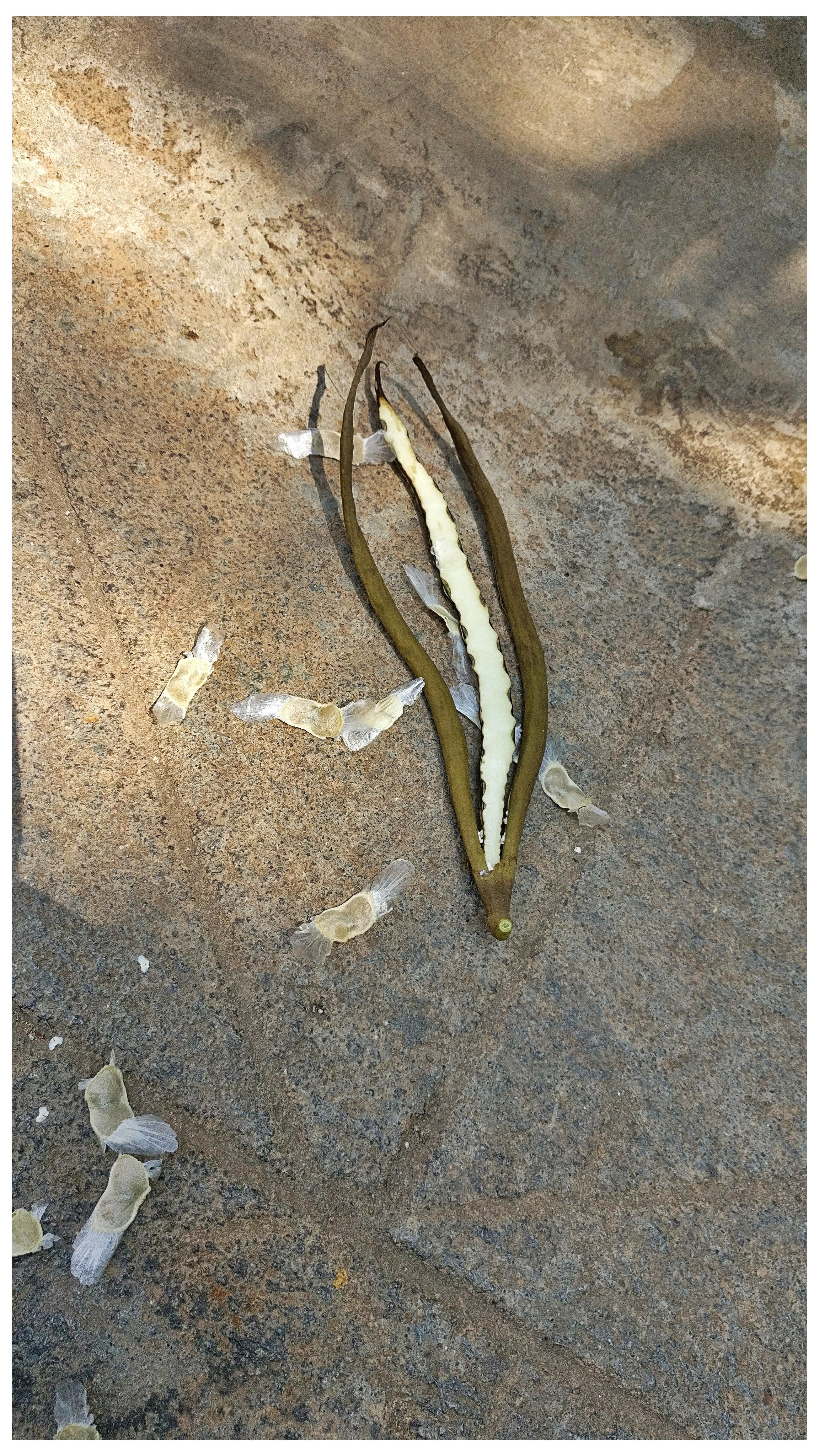
Quả và hạt có cánh

## Mô tả
Kèn hồng thường cao từ 5 - 30m, xuất xứ từ Nam Mexico tới Venezuela và Ecuador. Nó là cây thân gỗ, đường kính thân 50 cm và có thể lớn hơn, tán cây hình dù, rễ cọc, có thể phát triển tối đa lớn hơn 10m. Lá dạng lá kép chân vịt với 3 đến 5 lá chép, mặt trên nhẳn, mép nguyên, cuốn lá dài từ 3 đến 12 cm. Hoa có hình dạng giống hình chuông, 5 thùy phát triển đều ở đầu, có màu hồng phấn, mọc thành chùm mõi chùm từ 4-7 hoa. Mùa ra hoa từ tháng 4 –tháng 6 trong năm. Thông thường khi cây ra hoa, hầu hết lá đều rụng, trên đầu mõi cành chỉ nhìn thấy những cụm hoa tím tím hồng hồng. Quả cây có hình trụ dài từ 7 đến 16 cm, mở dài hai đường nối, hạt có cánh.